# Kucze
Kucze (deutsch Kutzen) ist ein zur Gemeinde Kalinowo (Kallinowen, 1938 bis 1945 Dreimühlen) zählendes Dorf im nordöstlichen Masuren in der polnischen Woiwodschaft Ermland-Masuren im Powiat Ełcki (Kreis Lyck).

## Geographie
Das Dorf befindet sich 13 Kilometer Luftlinie südwestlich der Ortschaft Kalinowo an einer von Sypitki (Sypittken, 1938 bis 1945 Vierbrücken) nach Stacze (Statzen) führenden Nebenstraße und liegt am Fluss Lega (hier auch „Malkien“ genannt).

## Geschichte
Kutzen – vor 1705 auch Czirpinth genannt – entstand im 15. Jahrhundert im Rahmen von Binnenwanderung durch Siedler aus dem Raum Lyck. 1502 wurde verzeichnet, wie der Komtur zu Rhein, Rudolf von Diepoltskirchen, eine (weitere) Hufe an die Gebrüder Jan und Simon von Czirpint (Kutzen) verkaufte. 1509 gilt als offizielles Gründungsjahr.
Am 27. Mai 1874 entstand im Zuge einer preußischen Gemeindereform der Amtsbezirk Sawadden, zu dem die Landgemeinden Brodowen, Buczylowen, Cziessen, Czyntschen, Jebramken, Klein Lasken, Krzywen, Kutzen, Ossarken, Sypittken und Statzen sowie der Gutsbezirk Sawadden gehörten.
Am 1. Dezember 1910 verzeichnete Kutzen – das eigentliche Dorf mit dem 1,3 Kilometer nördlich gelegenen Gut Kutzen (polnisch Kuczki) – 205 Einwohner.
1908 umfasste der Amtsbezirk Sypittken die Landgemeinden Czießen, Czynczen, Klein Lasken, Kutzen, Rundfließ (bis Umbenennung 1907: Krzywen), Statzen und Sypittken und den Gutsbezirk Lyck, Domänenamt (teilweise).
Aufgrund der Bestimmungen des Versailler Vertrags stimmte die Bevölkerung im Abstimmungsgebiet Allenstein, zu dem Kutzen gehörte, am 11. Juli 1920 über die weitere staatliche Zugehörigkeit zu Ostpreußen (und damit zu Deutschland) oder den Anschluss an Polen ab. In Kutzen stimmten 120 Einwohner für den Verbleib bei Ostpreußen, auf Polen entfiel keine Stimme.
1931 umfasste im Rahmen von Gebietsveränderungen der Amtsbezirk Sypittken die Landgemeinden Czynczen, Klein Lasken, Kutzen, Rundfließ, Seeheim (bis Umbenennung 1908: Czießen), Statzen und Sypittken.
1933 waren in Kutzen 208 Einwohner verzeichnet, 1939 waren es nur noch 186.
Nach Ende des Zweiten Weltkrieges 1945 fiel das zum Deutschen Reich (Ostpreußen), Landkreis Lyck, gehörende Kutzen an Polen.
Die ansässige deutsche Bevölkerung wurde, soweit sie nicht geflüchtet war, nach 1945 größtenteils vertrieben bzw. ausgesiedelt und neben der angestammten polnisch-masurischen Minderheit durch Neubürger aus anderen Teilen Polens ersetzt.
Der Ort Kutzen wurde in der polnischen Lautübertragung des historischen Ortsnamens in „Kucze“ umbenannt, das Gut (heute: Kolonie) heißt heute „Kuczki“.
Von 1975 bis 1998 gehörte Kucze zur damaligen Woiwodschaft Suwałki, kam dann 1999 zur neu gebildeten Woiwodschaft Ermland-Masuren. Es ist heute Sitz eines eigenen Schulzenamtes (polnisch Sołectwo) und als solches eine Ortschaft im Verbund der Gmina Kalinowo.

## Religionen
Bis 1945 war Kutzen in die evangelische Kirche Pissanitzen (1926 bis 1945 Ebenfelde, polnisch Pisanica) in der Kirchenprovinz Ostpreußen der Kirche der Altpreußischen Union sowie in die römisch-katholische Kirche Prawdzisken (1934 bis 1945 Reiffenrode, polnisch Prawdziska) im Bistum Ermland eingepfarrt.
Heute gehört Kucze katholischerseits zur Pfarrkirche Prawdziska im Bistum Ełk der Römisch-katholischen Kirche in Polen. Die evangelischen Einwohner halten sich zur Kirchengemeinde in der Kreisstadt Ełk (deutsch Lyck), einer Filialgemeinde der Pfarrei Pisz (deutsch Johannisburg) in der Diözese Masuren der Evangelisch-Augsburgischen Kirche in Polen.